# 比德爾
比德尔 (卡纳达语：Bidar ಬೀದರ್ ) 位于卡纳塔克邦的最北部，接壤安得拉邦和马哈拉施特拉邦。
比德尔从1425年直至1518年曾经是巴赫曼尼苏丹国（泰卢固语：బహుమనీ సామ్రాజ్యము）的首都。1518年以后，巴赫曼尼苏丹国崩溃了，取而代之的是五个独立的小苏丹国，所谓的德干苏丹国，比德尔也成了其中之一的首都。 
比德尔苏丹国1619年被比贾布尔苏丹国侵吞了，最后莫卧儿皇帝奥朗则布1686年占领了该地区。从1724年到1948年，比德尔一带成了海得拉巴邦尼扎姆县的一部分。1956年，印度行政区重行按照语言区域定邦界，比德尔市被划入迈索尔邦，后来重新命名为卡纳塔克邦。

## 历代比德尔苏丹
- 卡西姆沙阿一世 1492年-1504年
- 阿米尔沙阿一世 1504年-1542年
- 阿里沙阿一世 1542年-1579年
- 易卜拉欣沙阿 1579年-1586年
- 卡西姆沙阿二世 1586年-1589年
- 阿米尔沙阿二世 1589年-1601年
- 米尔扎·阿里沙阿 1601年-1609年
- 阿里沙阿二世 1609年-1619年

## 外部連結
- 官方网站
- Official Website of the District （页面存档备份，存于）
- Bidar Tourism website （页面存档备份，存于）
- Bidar Information 的存檔，存档日期16 September 2017.

17°54′43″N 77°31′12″E / 17.912°N 77.520°E